# Steven Downs
Pour les articles homonymes, voir Downs.
Steven Downs, né le 8 septembre 1975 à Auckland, est un joueur néo-zélandais de tennis.

## Carrière
Il remporte en 1993 avec James Greenhalgh les titres en double junior de Roland-Garros et Wimbledon.
Il finit no 1 mondial en double junior 1993.
Il participe aux rencontres du premier tour du Groupe Mondial de la Coupe Davis en 1995.
Il bat Fabrice Santoro no 45 mondial (6-2, 4-6, 6-1) lors du premier tour du tournoi d'Auckland en 1995.